# Abbottstown
Abbottstown es un borough ubicado en el condado de Adams en el estado estadounidense de Pensilvania. En el año 2000 tenía una población de 905 habitantes y una densidad poblacional de 614.8 personas por km².

## Geografía
Abbottstown se encuentra ubicado en las coordenadas 39°53′08″N 76°59′10″O / 39.88556, -76.98611.

## Demografía
Según la Oficina del Censo en 2000 los ingresos medios por hogar en la localidad eran de $49 063 y los ingresos medios por familia eran $52 578. Los hombres tenían unos ingresos medios de $31 736 frente a los $24 083 para las mujeres. La renta per cápita para la localidad era de $17 246. Alrededor del 2.4% de la población estaba por debajo del umbral de pobreza.